# ブルキナファソ野球ソフトボールリーグ
ブルキナファソ野球ソフトボールリーグとは、ブルキナファソ国内で行われている野球およびソフトボールのリーグである。
ブルキナファソ野球ソフトボール連盟によって運営されている。

## 概要
男女混合、野球ソフトボールが混合で行われている。
主に日本による支援が行われており、在ブルキナファソ日本国大使館の加藤正明駐日大使から野球用具の寄付を受け取った。寄付にはグローブ、バット、ヘルメット、野球ボール、ユニフォームなどが含まれる。
選手は読売ジャイアンツによるオンライン講座を受講している。

## 引用
https://www.wbsc.org/en/news/burkina-faso-proud-of-new-baseball-softball-field-in-ouagadougou
https://www.wbsc.org/en/news/burkina-faso-opens-2022-23-season-with-mixed-gender-softball-game